# Philippus (Freigelassener)
Philippus war ein im 1. Jahrhundert v. Chr. lebender Freigelassener des römischen Feldherrn und Triumvirn Gnaeus Pompeius Magnus. Er sorgte 48 v. Chr., nach der Ermordung des Pompeius, für dessen Bestattung.
Nachdem Pompeius in Thessalien die entscheidende Schlacht von Pharsalos (9. August 48 v. Chr. nach dem vorjulianischen Kalender) gegen Gaius Iulius Caesar verloren hatte, floh er mit einer kleinen Flottille zur ägyptischen Küste und stellte bei König Ptolemaios XIII. ein Gesuch um Aufnahme und Unterstützung. Philippus begleitete seinen Herrn auf der Flucht. Der Regentschaftsrat des minderjährigen Königs beschloss aber die Ermordung des Triumvirn, um nicht in den römischen Bürgerkrieg hineingezogen zu werden. Die Ausführung des Attentats übernahm der ägyptische Feldherr Achillas.
In einem Boot fuhr Achillas mit dem Tribun Lucius Septimius und einigen weiteren Männern zur Flottille des Pompeius und überredete ihn, in sein Boot umzusteigen, um sich zur Küste rudern zu lassen. Philippus bildete zusammen mit zwei Centurionen und einem Sklaven namens Skythes das Gefolge, das mit dem Triumvirn in den Kahn des Achillas stieg. Kurz vor der Landung ergriff Pompeius die Hand des Philippus, um leichter aufstehen zu können. In diesem Moment stachen Septimius und darauf die anderen Attentäter den Triumvirn nieder.
Die Ägypter hieben dem Leichnam des Pompeius den Kopf ab und nahmen ihn mit, um ihn dem siegreichen Caesar präsentieren zu können. Philippus blieb beim verstümmelten Körper des verblichenen Triumvirn und errichtete gemeinsam mit Servilius Codrus (oder Cordus), einem zufällig anwesenden früheren Quästor des Pompeius, aus den Resten eines gestrandeten Fischerbootes einen Scheiterhaufen, auf dem sie den Toten verbrannten. Danach setzten sie die Asche in einem Grabhügel an der öden Küste bei. Cornelia, die Witwe des Pompeius, erhielt später die Asche übersandt und ließ sie in Italien auf Pompeius’ albanischem Gut bestatten.
Über das weitere Schicksal des Philippus liegt keine Überlieferung vor.